# Norsk Scrabbleforbund
Pour les articles homonymes, voir NSF (homonymie).
La Norsk Scrabbleforbund (NSF) (« Fédération norvégienne de Scrabble ») est l'organisme national chargée de gérer et de promouvoir la pratique du Scrabble en Norvège. 
Son siège social est situé à Nesodden, au sud d'Oslo. 
Elle a été fondée en 2010. Son président depuis 2024 est Ole Martin Halck (no) (né en 1969).

## Valeurs des lettres en Scrabble norvégophone
- A - 1 point
- E - 1 point
- O - 2 points
- U - 3 points